# Kurtis McLean
Kurtis McLean (ur. 2 listopada 1980 w Kirkland Lake, Ontario) – kanadyjski hokeista, trener.

## Kariera
- Durham Huskies (1997-1998)
- Trenton Sting (1999-2001)
- Norwich University (2001-2005)
- Richmond RiverDogs (2005)
- Wheeling Nailers (2005-2006)
- Wilkes-Barre/Scranton Penguins (2005-2008)
- Bridgeport Sound Tigers (2008-2009)
- New York Islanders (2009)
- Lukko (2011-2013)
- SCL Tigers (2011-2013)
- Mietałłurg Nowokuźnieck (2013-2014)
- Jokerit (2014)
- KHL Medveščak Zagrzeb (2014-2015)
- Vienna Capitals (2015-2016)
- Grizzlys Wolfsburg (2016)
- EC Graz 99ers (2016-2019)
- TuTo Hockey (2018-2019)
- HC 07 Detva (2019)
- HSC Csíkszereda (2019-2020)
- Kiekko-Espoo (2020-2021)

Wychowanek klubu Kirkland Lake Blue Devils. Występował w amerykańskich ligach NCAA, UHL, ECHL, AHL i NHL, w której rozegrał cztery mecze w styczniu 2009. Od 2009 grał w Europie, wpierw dwa sezony w fińskiej SM-liiga, a od 2011 w szwajcarskich rozgrywkach NLA. Od czerwca 2013 zawodnik rosyjskiego klubu Mietałłurg Nowokuźnieck w lidze KHL. Od czerwca do listopada 2014 zawodnik Jokerit. Od listopada 2014 zawodnik chorwackiego klubu KHL Medveščak Zagrzeb. Od lipca 2015 zawodnik Vienna Capitals. Od połowy lutego 2015 zawodnik Grizzlys Wolfsburg. Od lata 2016 przez dwa sezony był zawodnikiem EC Graz 99ers. Następnie jesienią 2018 przeszedł do. Stamtąd w styczniu 2019 został przetransferowany do HC 07 Detva. W czerwcu 2019 przeszedł do HSC Csíkszereda. W sierpniu 2020 został zaangażowany przez fiński Kiekko-Espoo. Po rozegranym sezonie 2020/2021 w barwach tej drużyny w maju 2021 został ogłoszony głównym trenerem w jej sztabie.

## Sukcesy
Klubowe
- Mistrzostwo dywizji AHL: 2006, 2008 z Wilkes-Barre/Scranton Penguins
- Mistrzostwo konferencji AHL: 2008 z Wilkes-Barre/Scranton Penguins
- Brązowy medal mistrzostw Finlandii: 2011 z Lukko
- Puchar Spenglera: 2012 z Team Canada

Indywidualne
- SM-liiga (2010/2011):
  - Drugie miejsce w klasyfikacji asystentów w sezonie zasadniczym: 39 asyst[12]
  - Czwarte miejsce w klasyfikacji kanadyjskiej w sezonie zasadniczym: 55 punktów[13]
  - Szóste miejsce w klasyfikacji strzelców w fazie play-off: 6 goli[14]
- National League A (2012/2013)[15]:
  - Trzecie miejsce w klasyfikacji asystentów w sezonie zasadniczym: 34 asysty